# ボヘミアン・ラプソディ (オリジナル・サウンドトラック)
『ボヘミアン・ラプソディ (オリジナル・サウンドトラック)』（英語: Bohemian Rhapsody: The Original Soundtrack）は、2018年に公開された同名の伝記映画のサウンドトラックである。サウンドトラックにはクイーンの従来の楽曲と未発表音源（1985年のライヴエイドでのパフォーマンスを含む）が収録されている。サウンドトラックは2018年10月19日にハリウッド・レコードとヴァージンEMIレコードよりCD、カセット、デジタル版が、日本ではユニバーサルミュージックから、限定仕様としてSHM-CDというフォーマットで発売された。またビニル盤が2019年2月8日に発売された。

## 概要
公式サウンドトラックは従来のヒット曲に加えて11トラックの未公開音源（1985年7月のライヴエイドからの5トラックを含む）が収録され、ハリウッド・レコードよりCD、カセット、デジタル版が2018年10月19日、ビニル版が2019年3月に発売された。
映画で使用された楽曲のうち、クイーンの楽曲のみを収録しているが、「輝ける7つの海」のみ未収録となっている。
2019年11月24日に開催された第47回アメリカン・ミュージック・アワーズでフェイヴァリット・サウンドトラックを受賞した。

## トラックリスト
楽曲名横の「*」は初収録、「**」は初公開、「+」はCD初収録を表す。
ビニール版(レコード版)では1曲目から6曲目が「Side 1」、7曲目から10曲目が「Side 2」、11曲目から15曲目が「Side 3」、16曲目から22曲目が「Side 4」となっている。
| #         | タイトル | 作詞・作曲                                          | プロデューサー | 時間  |
| --------- | --- | --------------------------------------------------- | --- | ----- |
| 1.        | 「20世紀フォックス・ファンファーレ*」(20th Century Fox Fanfare) | アルフレッド・ニューマン （編曲: ブライアン・メイ） | ブライアン・メイ ロジャー・テイラー クリス・フレドリックソン [a] ジョッシュ・マクレイ （ 英語版 ） [a] ジャスティン・シャーリー＝スミス [a] | 0:26  |
| 2.        | 「愛にすべてを」(Somebody To Love) | フレディ・マーキュリー                              | クイーン | 4:55  |
| 3.        | 「ドゥーイング・オール・ライト...リヴィジテッド*」(Doing All Right...revisited)                                                                                      | メイ ティム・スタッフェル                           | メイ テイラー フレドリックソン [a] マクレイ [a] シャーリー＝スミス [a]                                                                      | 3:17  |
| 4.        | 「炎のロックンロール (ライヴ・アット・ザ・レインボー・シアター、ロンドン、1974年3月31日)」(Keep Yourself Alive (Live at the Rainbow Theatre, London, 31 March 1974)) | メイ                                                | メイ テイラー シャーリー＝スミス マクレイ フレドリックソン                                                                                  | 3:56  |
| 5.        | 「キラー・クイーン」(Killer Queen) | マーキュリー                                        | ロイ・トーマス・ベイカー クイーン | 3:00  |
| 6.        | 「ファット・ボトムド・ガールズ (ライヴ・イン・パリ、フランス、1979年2月27日)**」(Fat Bottomed Girls (Live in Paris, France, 27 February 1979))                       | メイ                                                | メイ テイラー シャーリー＝スミス マクレイ フレドリックソン                                                                                  | 4:37  |
| 7.        | 「ボヘミアン・ラプソディ」(Bohemian Rhapsody) | マーキュリー                                        | ベイカー クイーン | 5:55  |
| 8.        | 「ナウ・アイム・ヒア (ライヴ・アット・ハマースミス・オデオン、ロンドン、1975年12月24日)」(Now I'm Here (Live at Hammersmith Odeon, London, 24 December 1975))        | メイ                                                | メイ テイラー シャーリー＝スミス マクレイ フレドリックソン                                                                                  | 4:26  |
| 9.        | 「愛という名の欲望」(Crazy Little Thing Called Love) | マーキュリー                                        | クイーン マック （ 英語版 ） | 2:44  |
| 10.       | 「ラヴ・オブ・マイ・ライフ (ライヴ・アット・ロック・イン・リオ・フェスティバル、1985年1月19日)+」(Love Of My Life (Live at Rock in Rio festival, 19 January 1985))   | マーキュリー                                        | メイ テイラー シャーリー＝スミス マクレイ フレドリックソン                                                                                  | 4:28  |
| 11.       | 「ウィ・ウィル・ロック・ユー (ムービー・ミックス)*」(We Will Rock You (Movie Mix))                                                                                   | メイ                                                | クイーン ストーン （ 英語版 ） [b] シャーリー＝スミス [c] マクレイ [c] フレドリックソン [c]                                                 | 2:09  |
| 12.       | 「地獄へ道づれ」(Another One Bites The Dust) | ジョン・ディーコン                                  | クイーン マック | 3:35  |
| 13.       | 「ブレイク・フリー (自由への旅立ち)」(I Want To Break Free) | ディーコン                                          | クイーン マック | 3:43  |
| 14.       | 「アンダー・プレッシャー」(Under Pressure) | クイーン デヴィッド・ボウイ                         | クイーン ボウイ | 4:05  |
| 15.       | 「リヴ・フォーエヴァー」(Who Wants To Live Forever) | メイ                                                | クイーン デヴィッド・リチャーズ （ 英語版 ）                                                                                                | 5:14  |
| 16.       | 「ボヘミアン・ラプソディ (ライヴ・エイド、ウェンブリー・スタジアム、ロンドン、1985年7月13日)+」(Bohemian Rhapsody (Live Aid, Wembley Stadium, London, 13 July 1985)) | マーキュリー                                        | メイ テイラー シャーリー＝スミス マクレイ フレドリックソン                                                                                  | 2:28  |
| 17.       | 「RADIO GA GA (ライヴ・エイド、ウェンブリー・スタジアム、ロンドン、1985年7月13日)+」(Radio Ga Ga (Live Aid, Wembley Stadium, London, 13 July 1985))                  | テイラー                                            | メイ テイラー シャーリー＝スミス マクレイ フレドリックソン                                                                                  | 4:06  |
| 18.       | 「AY-OH (ライヴ・エイド、ウェンブリー・スタジアム、ロンドン、1985年7月13日)+」(Ay-Oh (Live Aid, Wembley Stadium, London, 13 July 1985))                              | マーキュリー                                        | メイ テイラー シャーリー＝スミス マクレイ フレドリックソン                                                                                  | 0:41  |
| 19.       | 「ハマー・トゥ・フォール (ライヴ・エイド、ウェンブリー・スタジアム、ロンドン、1985年7月13日)+」(Hammer To Fall (Live Aid, Wembley Stadium, London, 13 July 1985))    | メイ                                                | メイ テイラー シャーリー＝スミス マクレイ フレドリックソン                                                                                  | 4:04  |
| 20.       | 「伝説のチャンピオン (ライヴ・エイド、ウェンブリー・スタジアム、ロンドン、1985年7月13日)+」(We Are The Champions (Live Aid, Wembley Stadium, London, 13 July 1985))  | マーキュリー                                        | メイ テイラー シャーリー＝スミス マクレイ フレドリックソン                                                                                  | 3:57  |
| 21.       | 「ドント・ストップ・ミー・ナウ...リヴィジテッド*」(Don't Stop Me Now...revisited)                                                                                    | マーキュリー                                        | クイーン ベイカー シャーリー＝スミス マクレイ フレドリックソン                                                                              | 3:37  |
| 22.       | 「ショウ・マスト・ゴー・オン」(The Show Must Go On) | クイーン                                            | クイーン リチャーズ | 4:34  |
| 合計時間: | 合計時間: | 合計時間:                                           | 合計時間: | 79:57 |

注釈
- ^a 共同プロデューサー
- ^b アシスタントプロデューサー
- ^a アディショナルプロデューサー

## パーソネル
クイーン
- フレディ・マーキュリー - ピアノ、ボーカル (2, 4–22)、ギター (9)、オルガン (14)
- ブライアン・メイ - ギター、ボーカル (all tracks)、シンセサイザー (15, 22), オーケストラ編曲 (15)
- ジョン・ディーコン - ベース (2, 4–22)、ギター(12, 13)、ピアノ (12)、シンセサイザー (13)
- ロジャー・テイラー - ドラムス、ボーカル (all tracks)

外部ミュージシャン
- ティム・スタッフェル - ボーカル・ベース (3)
- デヴィッド・ボウイ - ボーカル・シンセサイザー (14)
- スパイク・エドニー - キーボード・バッキング・ボーカル (16–20)
- マイケル・ケイメン - オーケストラ編曲 (15)
- フレッド・マンデル - シンセサイザー (13)
- ナショナル・フィルハーモニック管弦楽団 - ストリングス・ブラス・パーカッション (15)

## チャート成績
| チャート (2018年 - 2019年)              | 最高位 |
| --------------------------------------- | ------ |
| オーストラリア (ARIA)                   | 1      |
| オーストリア (Ö3 Austria)               | 6      |
| ベルギー (Ultratop Flanders)            | 5      |
| ベルギー (Ultratop Wallonia)            | 3      |
| Canadian Albums (Billboard)             | 3      |
| チェコ (ČNS IFPI)                       | 1      |
| デンマーク (Hitlisten)                  | 11     |
| フランス (SNEP)                         | 7      |
| フィンランド (Suomen virallinen lista)  | 19     |
| ドイツ (Offizielle Top 100)             | 8      |
| ギリシャ (IFPI)                         | 1      |
| ハンガリー (MAHASZ)                     | 10     |
| アイルランド (IRMA)                     | 2      |
| イタリア (FIMI)                         | 3      |
| 日本 (オリコンアルバムランキング)       | 2      |
| 日本 (オリコン合算アルバムランキング)   | 1      |
| 日本 (Billboard Japan Download Albums)  | 1      |
| 日本（Billboard Japan Hot Albums）      | 2      |
| 日本 (Billboard Japan Top Albums Sales) | 3      |
| メキシコ (AMPROFON)                     | 1      |
| ニュージーランド (RMNZ)                 | 2      |
| オランダ (MegaCharts)                   | 4      |
| ノルウェー (VG-lista)                   | 14     |
| ポルトガル (AFP)                        | 3      |
| スコットランド (OCC)                    | 4      |
| スペイン (PROMUSICAE)                   | 2      |
| スウェーデン (Sverigetopplistan)        | 21     |
| スイス (Schweizer Hitparade)            | 2      |
| UK アルバムズ (OCC)                     | 3      |
| US Billboard 200                        | 3      |
| US Top Rock Albums (Billboard)          | 1      |
| US Soundtrack Albums (Billboard)        | 1      |

| チャート (2018年)                        | 順位 |
| ---------------------------------------- | ---- |
| オーストラリア (ARIA)                    | 5    |
| オーストリア (Ö3 Austria)                | 51   |
| ベルギー (Ultratop Flanders)             | 43   |
| ベルギー (Ultratop Wallonia)             | 29   |
| オランダ (MegaCharts)                    | 68   |
| フランス (SNEP)                          | 70   |
| アイルランド (IRMA)                      | 15   |
| イタリア (FIMI)                          | 59   |
| 日本 (オリコン)                          | 36   |
| 日本 (Billboard Japan Download Albums)   | 24   |
| 日本 (Billboard Japan Hot Albums)        | 74   |
| 日本 (Billboard Japan Top Albums Sales)  | 96   |
| South Korean International Albums (Gaon) | 1    |
| メキシコ (AMPROFON)                      | 10   |
| ニュージーランド (RMNZ)                  | 30   |
| ポーランド (ZPAV)                        | 39   |
| スイス (Schweizer Hitparade)             | 53   |
| UK Albums (OCC)                          | 13   |
| US Top Rock Albums (Billboard)           | 62   |
| US Soundtrack Albums (Billboard)         | 25   |

| チャート (2019年)                       | 順位 |
| --------------------------------------- | ---- |
| オーストラリア (ARIA)                   | 5    |
| オーストリア (Ö3 Austria)               | 43   |
| ベルギー (Ultratop Flanders)            | 25   |
| ベルギー (Ultratop Wallonia)            | 12   |
| Canadian Albums (Billboard)             | 11   |
| デンマーク (Hitlisten)                  | 57   |
| オランダ (Album Top 100)                | 15   |
| フランス (SNEP)                         | 26   |
| ドイツ (Offizielle Top 100)             | 55   |
| アイルランド (IRMA)                     | 8    |
| イタリア (FIMI)                         | 10   |
| メキシコ (AMPROFON)                     | 1    |
| 日本 (Billboard Japan Download Albums)  | 2    |
| 日本 (Billboard Japan Hot Albums)       | 8    |
| 日本 (Billboard Japan Top Albums Sales) | 12   |
| ニュージーランド (RMNZ)                 | 4    |
| ポーランド (ZPAV)                       | 40   |
| スイス (Schweizer Hitparade)            | 6    |
| UK Albums (OCC)                         | 6    |
| US Billboard 200                        | 12   |
| US Top Rock Albums (Billboard)          | 1    |
| US Soundtrack Albums (Billboard)        | 2    |

## 認定
| 国/地域                                                                                  | 認定        | 認定/売上数 |
| ---------------------------------------------------------------------------------------- | ----------- | ----------- |
| オーストラリア (ARIA)                                                                    | 2× Platinum | 140,000     |
| ベルギー (BEA)                                                                           | Gold        | 10,000      |
| カナダ (Music Canada)                                                                    | Gold        | 40,000      |
| デンマーク (IFPI Danmark)                                                                | Gold        | 10,000      |
| フランス (SNEP)                                                                          | 2× Platinum | 200,000     |
| イタリア (FIMI)                                                                          | 2× Platinum | 100,000     |
| 日本 (RIAJ)                                                                              | Platinum    | 250,000^    |
| ニュージーランド (RMNZ)                                                                  | 2× Platinum | 30,000      |
| ポーランド (ZPAV)                                                                        | Platinum    | 20,000      |
| スペイン (PROMUSICAE)                                                                    | Platinum    | 40,000      |
| South Korea (Gaon Chart)                                                                 |             | 40,849      |
| イギリス (BPI)                                                                           | Platinum    | 300,000^    |
| アメリカ合衆国 (RIAA)                                                                    | Gold        | 500,000     |
| * 認定のみに基づく売上数 · ^ 認定のみに基づく出荷枚数 · 認定のみに基づく売上数と再生回数 |             |             |